# Jaume Burjachs i Gispert
Jaume Burjachs i Gispert (Vidreres 5 abril de 1930 - 23 de desembre de 1995) fou un intèrpret de piano, flabiol, violí, trombó de pistons i segon fiscorn.
Durant la seva etapa musical formà part d'algunes cobles de la zona. Algunes d'elles van ser: cobles Vidrerenca, La Principal de Llagostera, Amoga, Maravella, Combo-Gili i Costa Brava. A més a més, va compondre diverses sardanes, les quals també interpretà.

## Sardanes[1]
- Tarda de festa
- L'amic Frederic: l'any 1984 va ser finalista de la Sardana
- Bella dansa de Vidreres
- La plaça de l'església
- Diada d'aniversari
- La deuanyera
- La nostra nit
- Capvespre a la masia